# Amatlán de los Reyes, Oaxaca
Amatlán de los Reyes är en ort i Mexiko.   Den ligger i kommunen Santa María Chilchotla och delstaten Oaxaca, i den sydöstra delen av landet, 280 km sydost om huvudstaden Mexico City. Amatlán de los Reyes ligger 580 meter över havet och antalet invånare är 129.
Terrängen runt Amatlán de los Reyes är bergig åt sydväst, men åt nordost är den kuperad. Runt Amatlán de los Reyes är det ganska tätbefolkat, med 139 invånare per kvadratkilometer. Närmaste större samhälle är Barranca Seca, 2,3 km öster om Amatlán de los Reyes. I omgivningarna runt Amatlán de los Reyes växer i huvudsak städsegrön lövskog.